# Bjarni Pálsson

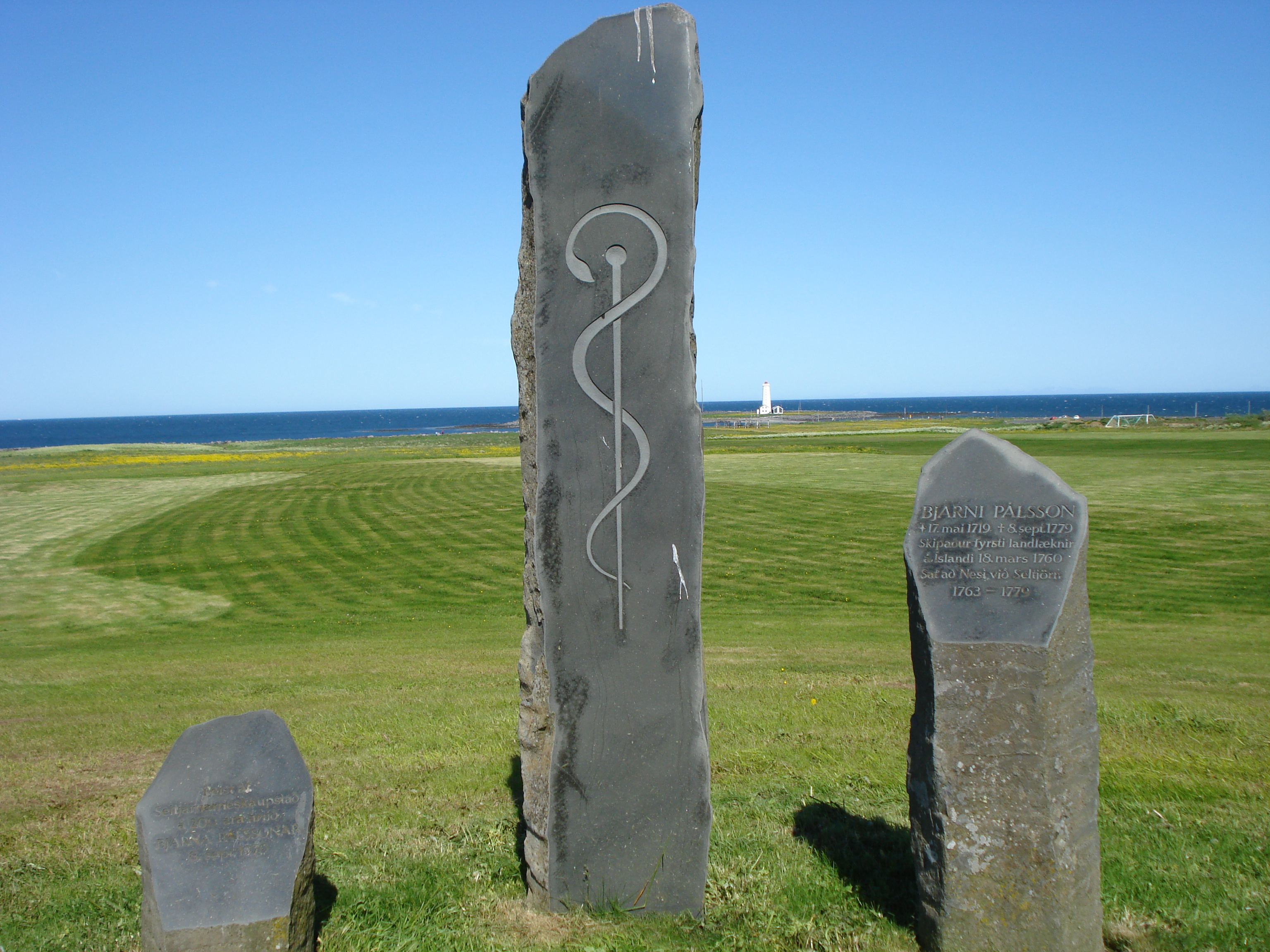
Denkmal zu Ehren von Bjarni Pálsson

Bjarni Pálsson, auch Biarne Povelsen oder Bjarne Paulsen (* 17. Mai 1719 auf der Halbinsel Tröllaskagi in Island, Dänemark-Norwegen; † 8. September 1779) war ein isländischer Arzt und Aufklärer.

## Leben
Bjarni wuchs auf dem Hof Upsum á Upsaströnd bei Dalvík auf.
In den Jahren 1752 bis 1757 reiste er mit seinem Freund Eggert Ólafsson um das Land, was zur damaligen Zeit als unerhörte Tat galt. Dabei wurden die beiden vom dänischen Staat unterstützt. Das Buch, das sie anschließend über die Reise verfassten, erschien denn auch bezeichnenderweise zuerst auf Dänisch. Der Titel des Buches lautet in der Erstausgabe von 1772: Reise igiennem Island (Reise durch Island). Es handelt sich um eine umfassende Darstellung des Landes und seiner Bevölkerung zur damaligen Zeit. Das Buch wurde im 19. Jahrhundert ins Deutsche, Französische und Englische übersetzt, kam jedoch erst 1943 auf Isländisch heraus (unter dem Titel Ferðabók Eggerts og Bjarna).
Die beiden Freunde sahen sich auch bewusst als Vertreter der Aufklärung, die gegen den Aberglauben zu Felde ziehen wollten. So wurden sie Erstbesteiger u. a. der Hekla (1750) und des Snæfellsjökull (1753), obwohl oder gerade weil man sie jedes Mal durch abenteuerliche Geschichten von Ungeheuern, Geistern und dergleichen abzuschrecken versuchte.
Bjarni Pálsson wurde am 18. März 1760 zum ersten Landarzt Islands ernannt. Er lebte als solcher erst in Bessastaðir und später in Nes auf Seltjarnarnes, wo er 1779 im Alter von 60 Jahren starb.